# بيير داغينيه
بيير داغينيه هو لاعب هوكي الجليد كندي، ولد في 4 مارس 1978 في بلانفيل في كندا.

## وصلات خارجية
- بيير داغينيه على موقع دوري الهوكي الوطني (الإنجليزية)
- بيير داغينيه على موقع EliteProspects.com (الإنجليزية)
- بيير داغينيه على موقع Eurohockey.com (الإنجليزية)
- بيير داغينيه على موقع HockeyDB.com (الإنجليزية)
- بيير داغينيه على موقع Hockey-Reference.com (الإنجليزية)